# Tosskorarhorn

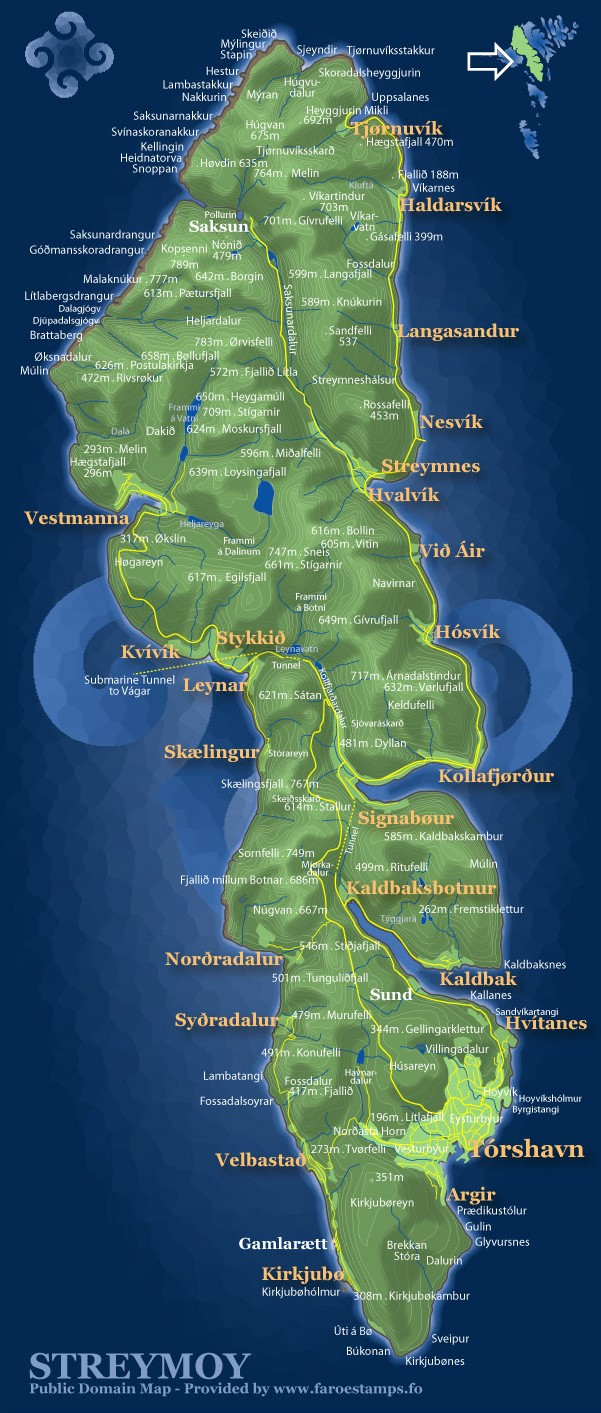
Karta över Streymoy med Vestmanna utmärkt

Tosskorarhorn är ett berg på ön Streymoy, huvudön i ögruppen Färöarna. Bergets högsta topp är 644 meter över havet. Berget ligger nära samhället Vestmanna, på Streymoys västra kust.